# Perry Smith (Mörder)
Perry Edward Smith (* 27. Oktober 1928 in Huntington; † 14. April 1965 in Lansing) war einer der beiden Täter, die am 15. November 1959 eine Farmerfamilie in Kansas ermordeten. Dieses Verbrechen erlangte große Bekanntheit durch den amerikanischen Schriftsteller Truman Capote, der die Tat und deren Vorgeschichte zu einem Tatsachenroman verarbeitete, den er 1965 unter dem Titel Kaltblütig veröffentlichte.

## Familie und frühe Jahre
Perry Smith wurde in Huntington (Nevada) geboren. Seine Eltern, Flo Buckskin und „Tex“ John Smith, waren Rodeo-Darsteller. Smith war irischer und indianischer Abstammung. Als Perry ein Jahr alt war, zog die Familie Smith nach Alaska, wo Smiths Vater seinen Lebensunterhalt mit der Herstellung von Whiskey verdiente. Er misshandelte seine Frau und seine Kinder, weshalb er 1935 von seiner Frau verlassen wurde, die mit den Kindern nach San Francisco zog. Perry lebte fortan bei seiner alkoholkranken Mutter. Nach deren frühem Tod wurde er von einem katholischen Waisenhaus aufgenommen, wo er angeblich wegen seines Bettnässens physischen und psychischen Repressalien ausgesetzt war. Später lebte er in einem Waisenhaus der Heilsarmee, in dem ein Betreuer angeblich versuchte, ihn zu ertränken. Als Jugendlicher zog Perry mit seinem Vater umher, war zeitweilig Mitglied einer Straßengang und verbrachte einige Zeit in Jugendstrafanstalten.
Zwei seiner Geschwister begingen als junge Erwachsene Selbstmord, die letzte verbliebene Schwester brach den Kontakt zu ihm ab.

## Dienstzeit beim Militär und Motorradunfall
Im Alter von 16 Jahren trat Smith in die Handelsmarine ein. 1948 ging er zur Army und diente im Koreakrieg. Während seiner Militärzeit verbrachte Smith wegen übermäßigen Trinkens in der Öffentlichkeit und Schlägereien mit Koreanern und anderen Soldaten mehrere Wochen im Arrest. Trotz dieser Verfehlungen wurde er „ehrenhaft“ entlassen, was bedeutet, dass seine Leistungen im Dienst als „gut“ oder „ausgezeichnet“ beurteilt worden waren. Fortan lebte er eine Zeit lang in der Nähe von Tacoma, wo er eine Anstellung als Autolackierer gefunden hatte. Von einem seiner ersten Gehaltsschecks erstand er ein Motorrad und fuhr Amateurrennen. Bei einem dieser Rennen verlor er die Kontrolle über das Rad und stieß frontal mit einem Pkw zusammen. Smith wurde dabei lebensgefährlich verletzt und verbrachte sechs Monate in einem Krankenhaus in Washington. Wegen seiner schweren Quetschungen an beiden Beinen trug er bleibende Schäden davon und litt fortan an chronischen Schmerzen. Um die Schmerzen zu lindern, nahm er in großen Mengen ASS-Tabletten ein.

## Der Mord an der Clutter-Familie und die Zeit im Gefängnis
Perry Smith lernte Dick Hickock im Gefängnis kennen. Hickock und Smith sagten später übereinstimmend aus, dass sie durch die Erzählungen eines Zellengenossen auf die Idee gekommen seien, die Farmerfamilie Clutter auszurauben. Jener Zellengenosse hatte früher auf der Clutter-Farm in Holcomb gearbeitet und behauptete gegenüber Hickock, im Haus gebe es einen Geldschrank, in dem sich 10.000 Dollar (knapp 100.000 USD nach heutiger Rechnung, Stand 2022) befänden. Diese Behauptung stellte sich später als falsch heraus; im Haus gab es keinen solchen Geldschrank.
Smith und Hickock wurden am 30. Dezember 1959 in Las Vegas festgenommen und zu den Ermittlern um den FBI-Agenten Alvin Dewey überstellt.
Smith gestand, dem Vater Herbert Clutter die Kehle durchgeschnitten sowie Herbert und seinem Sohn Kenyon Clutter aus kurzer Entfernung in den Kopf geschossen zu haben. Die Vernehmungsprotokolle verzeichnen unterschiedliche Angaben von Hickock und Smith darüber, wer die beiden Frauen, Bonnie und Nancy Clutter, erschossen habe. Diese Frage konnte auch in der Verhandlung nicht abschließend geklärt werden.
Smith hatte nur eine grundlegende Schulausbildung durchlaufen. Trotzdem zeigte er großes Interesse an Kunst, Literatur und Musik. Er las viel, und während seiner Zeit in Haft schrieb er Gedichte und malte für andere Insassen Bilder nach Fotos von deren Familienangehörigen.

### Verhältnis zu Truman Capote
Während der Recherche für seinen Roman Kaltblütig führte Truman Capote ausführliche Gespräche mit Smith und freundete sich schließlich sogar mit ihm an. Obwohl Capote mit keiner Zeile darauf anspielt, dass seine Beziehung zu Smith nicht nur platonischer Art gewesen sein könnte, wurde diese Möglichkeit verschiedentlich erwogen.

### Hinrichtung
Perry Smith und Dick Hickock wurden am 14. April 1965 im Kansas State Penitentiary in Lansing durch Hängen hingerichtet. Smith starb um 1.19 Uhr. Beide wurden auf dem Mount Muncie Cemetery in Lansing bestattet.

## Weiteres
Die Körper von Perry Smith und Dick Hickock wurden am 19. Dezember 2012 exhumiert. Die Behörden hofften, einen 53 Jahre alten Fall aufzuklären. Am 19. Dezember 1959 war in Osprey (Florida) die Walker-Familie ermordet worden. Die DNS Smiths und Hickocks wurden mit Spermaspuren verglichen, die man in der Hose von Christine Walker gefunden hatte. Im August 2013 erklärte das Sheriff-Büro in Sarasota County, dass die DNS nicht mit der der Exhumierten übereinstimme.

## Darstellung in der Kunst
- Perry Smith wurde 1967 im Spielfilm Kaltblütig von Robert Blake dargestellt.
- Perry Smith wurde 2005 im Spielfilm Capote von Clifton Collins jr. dargestellt.
- Perry Smith wurde 2006 im Spielfilm Kaltes Blut – Auf den Spuren von Truman Capote (Infamous) von Daniel Craig dargestellt.
- Der Song Four Walls von Bastille bezieht sich auf die Taten des Perry Smith.